# Remembering Now
Remembering Now es el 47º álbum de estudio del cantante y compositor norirlandés Van Morrison, publicado el 13 de junio de 2025 por Exile Productions y Virgin Records. Supone el regreso de Morrison a la composición original tras haber lanzado álbumes de versiones y reinterpretaciones de sus canciones. El primer sencillo, "Down to Joy", fue lanzado el 27 de febrero de 2025, habiendo aparecido originalmente en la banda sonora de la película de 2021 Kenneth Branagh Belfast y posteriormente nominada al Premio Óscar a la mejor canción original. Otros colaboradores en el álbum incluyen a Fiachra Trench, Don Black y Seth Lakeman. El segundo sencillo del álbum, "Cutting Corners", fue lanzado el 1 de mayo de 2025.

## Lista de canciones
Todas las canciones escritas y compuestas por Van Morrison. 
| N.º | Título                               | Duración |  |
| 1.  | «Down to Joy»                        | 3:38     |  |
| 2.  | «If It Wasn't for Ray»               | 3:17     |  |
| 3.  | «Haven't Lost My Sense of Wonder»    | 5:28     |  |
| 4.  | «Love, Lover and Beloved»            | 5:14     |  |
| 5.  | «Cutting Corners»                    | 3:06     |  |
| 6.  | «Back to Writing Love Songs»         | 3:57     |  |
| 7.  | «The Only Love I Ever Need Is Yours» | 2:36     |  |
| 8.  | «Once in a Lifetime Feelings»        | 4:38     |  |
| 9.  | «Stomping Ground»                    | 5:15     |  |
| 10. | «Memories and Visions»               | 6:49     |  |
| 11. | «When the Rains Came»                | 6:23     |  |
| 12. | «Colourblind»                        | 3:31     |  |
| 13. | «Remembering Now»                    | 5:20     |  |
| 14. | «Stretching Out»                     | 8:55     |  |

## Personal
- Van Morrison – voz, producción, guitarra eléctrica (2, 4–6, 8, 10, 12–14), guitarra acústica (3, 7, 9, 11), saxofón (4, 5, 9, 10, 12)
- Ben McAuley – mezcla, ingeniería
- Tony Cousins – masterización
- Crawford Bell – coros (1–10, 12–14)
- Dana Masters – coros (1–6, 8, 13, 14)
- Colin Griffin – batería (1, 2, 4–6, 8, 10–14), coros (2, 4, 11), percusión (5, 13, 14)
- Richard Dunn – Órgano Hammond (1, 2, 4–6, 8, 10–14), coros (2, 4, 11), Rhodes (11)
- Pete Hurley – bajo (1, 2, 4–6, 8, 10–14)
- Stuart McIlroy – piano (1, 2, 5, 6, 8, 10, 12, 14)
- Dave Keary – guitarra acústica (1, 5–8, 10, 12), guitarra eléctrica (1, 5, 6, 10–12), guitarra steel lap (5), bouzouki (8, 10, 12), coros (11)
- Paul O'Reilly – saxofón (1, 2, 13)
- Mike Barkley – trompeta (1, 13), saxofón (2)
- Kelly Smiley – voz barítono (1), coros (13, 14)
- Jolene O'Hara – coros (2–10, 12)
- Alan "Sticky" Wicket – percusión (2, 6, 10–12)
- John McCullough – piano (3, 4, 7, 9, 13), órgano Hammond (3, 7, 9)
- Nicky Scott – bajo (3, 7, 9)
- Eamon Ferris – batería (3)
- Seth Lakeman – violín (5, 8, 11)
- Pete Wallace – coros (7, 10, 12)
- Joanne Quigley – líder de banda (7)
- Fews Ensemble – cuerdas (7)
- Chantelle Duncan – coros (11)
- Teena Lyle – coros (11)

## Posición en listas
| País                                  | Posición |
| ------------------------------------- | -------- |
| Austria (Ö3 Austria)                  | 7        |
| Bélgica (Ultratop flamenca)           | 21       |
| Bélgica (Ultratop valona)             | 118      |
| Alemania (Offizielle Top 100)         | 6        |
| Irlanda (IRMA)                        | 81       |
| Japón (Japanese Dance & Soul Albums)  | 2        |
| Japón (Japanese International Albums) | 22       |
| Escocia (Scottish Albums Chart)       | 5        |
| Suecia (Sverigetopplistan)            | 49       |
| Suiza (Schweizer Hitparade)           | 8        |
| Reino Unido (UK Albums Chart)         | 11       |
| Reino Unido (UK Independent Albums)   | 3        |